# Librairie Arthème Fayard
Librairie Arthème Fayard è una casa editrice francese fondata nel 1857 da Joseph-François Arthème Fayard e da lui diretta fino al 1894, quando la direzione passò al figlio Joseph-Arthème Fayard (1866-1936) che vi volle aggiungere anche riviste per ragazzi e di caricature pionieristiche per il settore e anticipatrici del mondo dei fumetti, come "La Jeunesse illustrée" (dal 1903 al 1935) o "Les Belles Images" (dal 1904 al 1936). Un'altra rivista di successo, fondata nel 1924 fu "Candide". Mentre grande successo ebbero le serie di Fantômas e altri feuilleton, oltre ai primi romanzi di Georges Simenon negli anni trenta.
Furono stampati dalla casa editrice, in veste grafica popolare, diversi autori oggi classici (Maurice Barrès, Paul Bourget o Marcel Prévost), e opere complete (Alphonse Daudet, Donatien Alphonse François de Sade, Milarepa, Ismail Kadaré, Bernard le Bovier de Fontenelle, Aleksandr Isaevič Solženicyn, Boris Vian, Ivan Illich, anche l'italiano Leonardo Sciascia), quindi collane di noir, biografiche, politiche e di storia ecc.
In seguito, la direzione restò ancora in famiglia, con Jean Fayard (1902-1978), figlio del figlio del fondatore. La casa editrice è stata poi diretta da Claude Durand (dal 1980 al 2009) e quindi da Olivier Nora.
Promuove dal 1946 il "Prix du Quai des Orfèvres".